# Confédération (organisation politique)
Pour les articles homonymes, voir Confédération.
Une confédération est une union d'États indépendants qui, par un ou plusieurs traités, délèguent l'exercice de certaines compétences à des organes communs destinés à coordonner leur politique dans un certain nombre de domaines, sans constituer cependant un nouvel État superposé aux États membres. Alternativement, des confédérations se sont formées aussi par des traités entre des partenaires qui n'étaient pas indépendants avant la confédération.
La confédération s'oppose ainsi à une fédération, où est constitué (par le biais d'une Constitution fédérale) un État fédéral.
La confédération est une union d'États qui respecte en principe la souveraineté internationale de ses membres. Au regard du droit international, son statut résulte d'un traité qui ne peut être modifié que par l'accord unanime de tous ses signataires.
La nature des relations entre les membres d'une confédération varie considérablement. De même, les relations entre les États membres et les institutions communes et la distribution des pouvoirs entre eux est hautement variable. Quelques vagues confédérations ressemblent à des organisations internationales, alors que d'autres plus étroitement intégrées peuvent ressembler à des fédérations.
Dans un autre contexte, ce mot est utilisé pour décrire un type d'organisations qui consolident l'autorité de membres semi-autonomes, par exemple des confédérations sportives ou syndicales.

## Confédérations et fédérations
Le mot « confédération » s'oppose à celui de fédération. En effet, ces termes ne sont pas interchangeables. Dans une confédération, la souveraineté appartient exclusivement (ou principalement) aux entités qui composent l'ensemble. Dans une fédération, le « pouvoir national » est partagé entre l'État fédéral et les États fédérés ; la souveraineté est alors uniquement détenue par le gouvernement fédéral.
Notons cependant que les choses ne doivent pas s'exprimer en termes d'exclusivité. Par exemple, il est possible de confédérer des fédérations.
L'Union européenne est une organisation politique dont les États partagent progressivement leur souveraineté : la politique monétaire est devenue centralisée en 2000 (Union monétaire), la politique budgétaire est fortement conditionnée par les règles de l'Union, et enfin il y a primauté du droit communautaire sur les droits nationaux. A contrario, les entités fédérées belges, qui ne doivent pas être considérées comme des sujets de droit international, votent cependant des lois qui ont la même force que les lois de l'État fédéral belge et ont de plus (dans les domaines de leurs compétences) une liberté entière d'agir sur le plan international. En même temps, par le biais de la Belgique, les entités fédérées belges font évidemment partie de l'Union européenne.
Dans certains cas, la confédération n'est qu'une étape vers la fédération. Il en est ainsi du Canada : bien que l'organisation politique du Canada s'assimile à celle d'une fédération, la Cour Suprême utilise de façon interchangeable les termes « fédération » et « confédération », et on parle des « pères de la Confédération ». Les États-Unis se sont d'abord organisés en confédération et sont devenus plus tard une fédération avec la ratification de la constitution en 1787. Par la suite, la guerre de Sécession opposa les Sudistes, qui voulaient une confédération, aux Nordistes, qui voulaient une fédération. Aujourd'hui, l'Union européenne est une forme intermédiaire entre la confédération et la fédération.
Au contraire, la Communauté des États indépendants a été formée après l'éclatement de la fédération de l'ex-URSS, ou la Belgique qui est d'abord passée du régime unitaire au régime fédéral, mais avec des traits de confédéralisme propres au système du consociativisme.

## Aujourd'hui
Le 6 juillet 2024, à l'issue du premier sommet de l'Alliance des États du Sahel (AES), le communiqué final a annoncé la création d'une confédération des trois pays de l'AES, à savoir le Mali, le Burkina Faso et le Niger. Pour rappel c'est en février 2024 que les pouvoirs militaires des trois pays ont annoncé la création de l'AES après leur retrait de la CEDEAO.
Seule l'Union de la Russie et de la Biélorussie est de jure une confédération car elle remplit tous les critères, mais dans les faits, cette union est inactive à la suite de divergences politiques entre ces deux pays. La Communauté des États indépendants est également considérée parfois comme une confédération.
Mis à part ce cas, plusieurs systèmes politiques contemporains présentent certains traits confédéraux bien que n'étant pas officiellement des confédérations :
- l'Organisation des Nations unies ;
- l'Union européenne, qui est une association d'États a été, entre le traité de Maastricht de 1992 et le traité de Lisbonne de 2007, appuyée sur trois piliers, dont le premier (les anciennes Communautés européennes devenues la Communauté européenne à la suite du traité de 1992) suit une logique confédérale (avec certaines délégations de souveraineté consenties par les États membres mais sans transfert de souveraineté au profit d'une entité fédérale qui détiendrait la « compétence-compétence ») et les deux suivants (la Politique étrangère et de sécurité commune et la Coopération policière et judiciaire en matière pénale) suivent une logique intergouvernementale, mais à la différence de ce qui a prévalu dans la plupart des confédérations, les délégations de souveraineté au profit de l'Union européenne ne portent généralement pas sur les domaines régaliens (défense, prélèvements obligatoires, immigration), à l'exception toutefois de la politique monétaire depuis l'introduction de l'euro ;
- le fédéralisme belge contient des traits de confédéralisme ;
- le Commonwealth of Nations ;
- la libre association entre Nouvelle-Zélande, Niue et Îles Cook.
- la libre association entre les États-Unis, Porto Rico, Îles Marshall, États fédérés de Micronésie, Palaos.

## Confédérations d'États historiques
- Confédération éduenne sous laquelle étaient regroupés plusieurs peuples gaulois au Ier siècle av. J.-C.
- La Confédération des Quinquegentiens était une confédération de tribus kabyles au IIIe siècle.
- L'Union de Kalmar (1397-1523).
- Confédération suisse (Confédération des III cantons, des VIII cantons et des XIII cantons entre 1291 et 1798 puis Confédération des XXII cantons entre 1813 et 1848).
- République des Provinces-Unies des Pays-Bas (1588-1795).
- L'Allemagne après le Saint-Empire romain germanique et avant l'unification (1806-1866) :
  - la confédération du Rhin (1806-1813) n'avait pas de chef d'État ni de gouvernement,
  - la Confédération germanique (1815-1866).
- La couronne d'Aragon (1162-1716)[4].
- La confédération de Livonie (1435-1561)[4].
- Confédération de la Nouvelle-Angleterre (1643-1684).
- Confédération ashantie (1695-1731).
- Les États-Unis d'Amérique suivant les Articles de la Confédération (1781-1789)[5].
- Les États belgiques unis (1789-1790)[5].
- Les Provinces-Unies de Nouvelle-Grenade (1811-1816)[5].
- La république fédérale d'Amérique centrale (1823-1838)[5].
- La confédération de l'Équateur (1824)[5].
- La Confédération argentine (1831-1861).
- La Confédération péruvio-bolivienne (1836-1839)[5].
- Les États confédérés d'Amérique (1861-1865)[5].
- La République arabe unie (1958-1961)[5].
- Union des États africains (1961-1963).
- La république fédérative socialiste de Yougoslavie (1974-1992)[6][Information douteuse].
- La confédération de Sénégambie (1982-1989)[5]
- La communauté d'États de Serbie-et-Monténégro (2003-2006)[5], même si officiellement c'était un État fédéral (avec notamment un seul siège à l'ONU).
- Irlande confédérée.

### Particularités
- Union de Lublin (Rzeczpospolita Obojga Narodów - la République de Deux Nations) (1569-1795) : différents gouvernements, armées, finances, lois, territoires distincts ; en commun : la monarchie (grand-duc de Lituanie et roi de Pologne), le parlement (Seimas, Sejm) et la monnaie.

## Jour de la confédération
Le jour de la confédération ou le jour de la fédération est fréquemment une fête nationale dans les confédérations ou fédérations qui ont réussi à devenir des États. Il est souvent renommé ou familièrement appelé d'un nom différent : par exemple, au Canada, le Jour de la Confédération (en anglais : Confederation Day – 1er juillet) a été renommé « Jour du Dominion » (Dominion Day), et plus tard le « Fête du Canada » (en anglais : Canada Day).

## Confédérations imaginaires
- La Confédération des systèmes indépendants (Confédération fictive issue de la saga Star Wars)
- La Confédération de la planète Oméga (Il était une fois... l'Espace)
- la Confédération silésienne, dans la série de romans Honor Harrington de David Weber
- la Confédération libre, empire du cybermonde dans le jeu de parodie politique Kraland Interactif
- la confédération terran dans le jeu vidéo Starcraft.